# Лука Сучић
Лука Сучић (хрв. Luka Sučić; Линц, 8. септембар 2002) хрватски је професионални фудбалер. Игра на позицији везног играча, а тренутно наступа за Реал Сосиједад и репрезентацију Хрватске.

## Биографија
Син је Хрвата из Босне и Херцеговине који су избели из Бугојна у Линц током рата у Босни и Херцеговини. Упркос томе што је рођен у Линцу, нема аустријско држављанство. Љубитељ је Хајдука Сплит и Барселоне. Међутим, за свог фудбалског узора навео је Луку Модрића, легенду ривала клубова за које навија, односно Динама Загреб и Реал Мадрида.  Његов рођак је хрватски фудбалер Петар Сучић.